# Diaplo
Diaplo (griechisch Διάπλο [ˈðjaplɔ] (n. sg.)) ist eine griechische Insel im Südosten der Diapontischen Inseln. Sie gehört zum Gemeindebezirk Mathraki der Gemeinde Kendriki Kerkyra ke Diapondia Nisia.
Die unbewohnte Insel liegt etwa 4,5 km vor der Nordwestküste der Insel Korfu. Kaum 200 Meter vor der Südwest-Küste von Diaplo grenzt das ebenfalls unbewohnte Inselchen Diakopo an.